# Carl Christian Vogel von Vogelstein

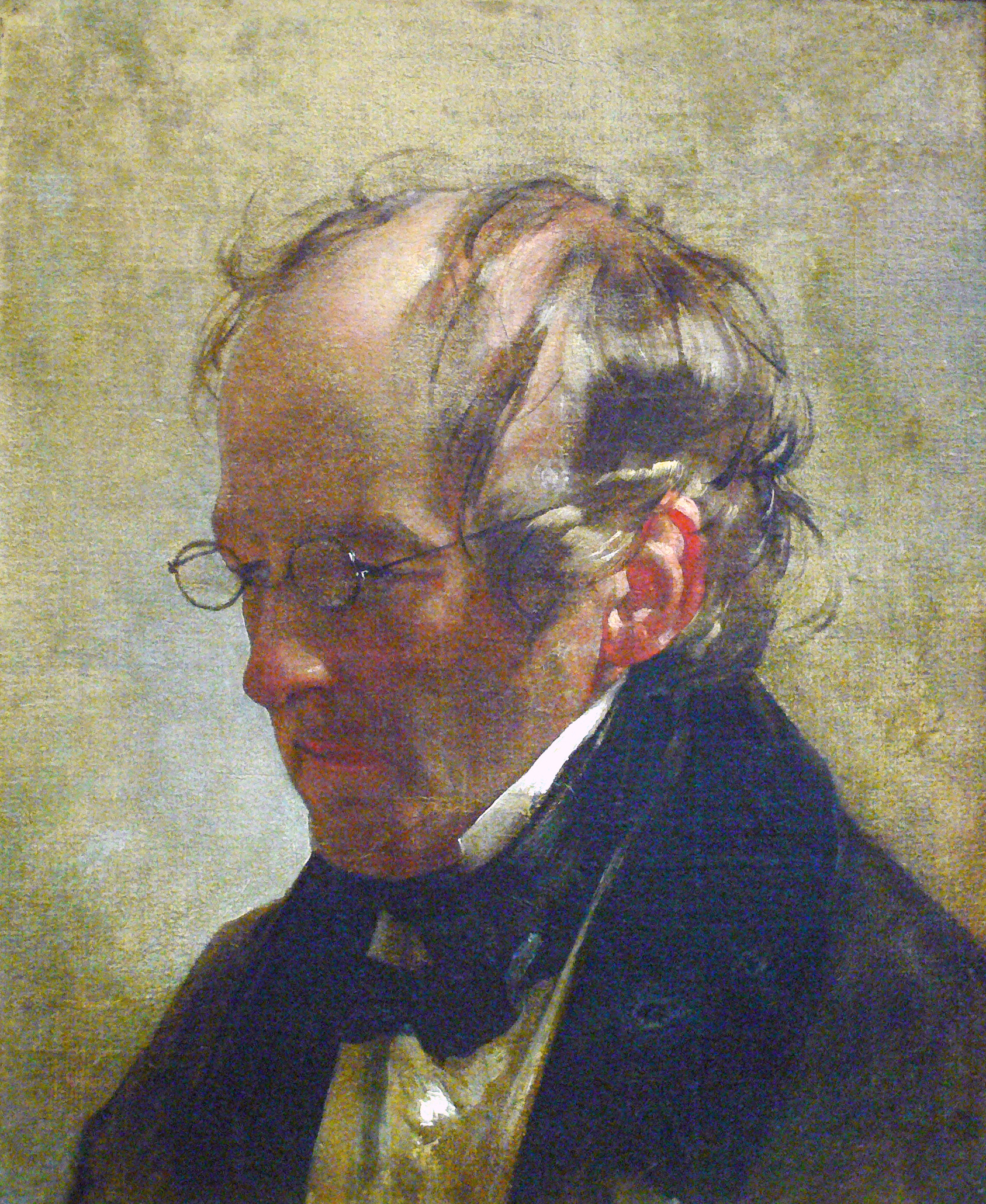
Portret van Vogel van Vogelstein (1837) door Friedrich von Amerling

Carl Christian Vogel von Vogelstein, geboren als Carl Christian Vogel, (Wildenfels, 26 juni 1788 – München, 4 maart 1868), was een Duits kunstschilder.

## Opleiding
Vogel von Vogelstein was een zoon van de schilder Christian Leberecht Vogel. Christian Lebrecht, die beroemd werd door portretten en afbeeldingen van kinderen, gaf op jonge leeftijd schilderles aan zijn zoon. Vanaf 1804 bezocht Vogel von Vogelstein de kunstacademie in Dresden, waar hij veel foto's uit de Gemäldegalerie kopieerde en ook met zijn eerste eigen portretten naar buiten kwam.

## Over de naam Vogel von Vogelstein
Nadat hij alle leden van het Saksische koningshuis geportretteerd had, werd hem in 1824 de eretitel „Hofmaler“ (hofschilder) verleend. In 1831 werd hij vervolgens met het naampredicaat „von Vogelstein“ geadeld. Via zijn enige zoon, Johannes Arnolf Leo Vogel von Vogelstein (1827–1889), is dit in de achternaam doorgegeven.
- Gemeinsame Normdatei: 119019264
- International Standard Name Identifier: 0000 0000 6678 5892
- KulturNav: 26ddfd3e-ba2a-4e56-8fba-1ce69d58f163
- Library of Congress Control Number: nr90009465
- Nationale Bibliotheek van Tsjechië: mzk20191061078
- RKD-Nederlands Instituut voor Kunstgeschiedenis: 81590
- Istituto Centrale per il Catalogo Unico: NAPV116469
- SNAC: w6zk61fw
- Système universitaire de documentation: 181233347
- Union List of Artist Names: 500013183
- Virtual International Authority File: 69730232